# 4759 Åretta
4759 Åretta eller 1978 VG10 är en asteroid i huvudbältet som upptäcktes den 7 november 1978 av de båda amerikanska astronomerna Eleanor F. Helin och Schelte J. Bus vid Palomarobservatoriet. Den är uppkallad efter en skola i Lillehammer.
Asteroiden har en diameter på ungefär 15 kilometer och tillhör asteroidgruppen Themis.